# Tessel
Ne doit pas être confondu avec Tesselle ou Texel (Pays-Bas).
Tessel est une commune française située dans le département du Calvados en région Normandie, peuplée de 248 habitants.
Elle fait partie de la communauté de communes Seulles Terre et Mer.

## Géographie
| Fontenay-le-Pesnel, Juvigny-sur-Seulles | Fontenay-le-Pesnel | Cheux                      |
| Juvigny-sur-Seulles                     | Tessel             | Cheux                      |
| Vendes                                  | Noyers-Bocage      | Grainville-sur-Odon, Missy |

Le 1er janvier 2017, la commune passe de l'arrondissement de Caen à celui de Bayeux.

### Hydrographie
La commune est située dans le bassin Seine-Normandie. Elle est drainée par le Bordel et un autre petit cours d'eau,.
Le Bordel, d'une longueur de 11 km, prend sa source dans la commune de Val d'Arry et se jette  dans la Seulles à Fontenay-le-Pesnel, après avoir traversé trois communes. 

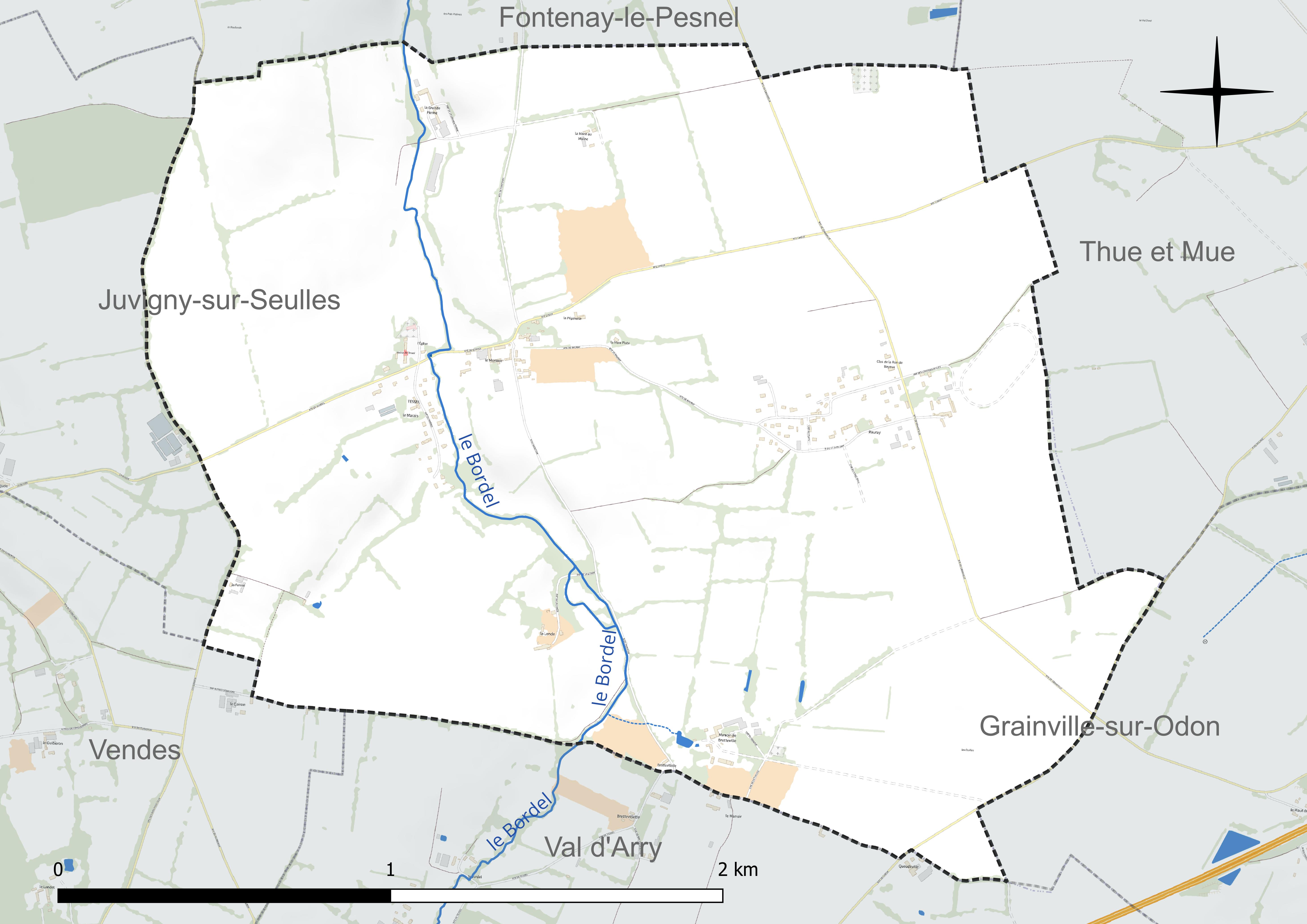
Réseau hydrographique de Tessel.

### Climat
Pour des articles plus généraux, voir Climat de la Normandie et Climat du Calvados.
En 2010, le climat de la commune est de type climat océanique franc, selon une étude du CNRS s'appuyant sur une série de données couvrant la période 1971-2000. En 2020, Météo-France publie une typologie des climats de la France métropolitaine dans laquelle la commune est exposée à un climat océanique et est dans la région climatique  Normandie (Cotentin, Orne), caractérisée par une pluviométrie relativement élevée (850 mm/a) et un été frais (15,5 °C) et venté. Parallèlement le GIEC normand, un groupe régional d'experts sur le climat, différencie quant à lui, dans une étude de 2020, trois grands types de climats pour la région Normandie, nuancés à une échelle plus fine par les facteurs géographiques locaux. La commune est, selon ce zonage, exposée à un « climat des plateaux abrités », correspondant à la plaine agricole de Caen à Falaise, sous le vent des collines de Normandie et proche de la mer, se caractérisant par une pluviométrie et des contraintes thermiques modérées.
Pour la période 1971-2000, la température annuelle moyenne est de 10,4 °C, avec  une amplitude thermique annuelle de 11,9 °C. Le cumul annuel moyen de précipitations est de 805 mm, avec 12,6 jours de précipitations en janvier et 7,8 jours en juillet. Pour la période 1991-2020, la température moyenne annuelle observée sur la station météorologique la plus proche, située sur la commune de Carpiquet à 10 km à vol d'oiseau, est de 11,5 °C et le cumul annuel moyen de précipitations est de 740,3 mm,. Pour l'avenir, les paramètres climatiques de la commune estimés pour 2050 selon différents scénarios d'émission de gaz à effet de serre sont consultables sur un site dédié publié par Météo-France en novembre 2022.

## Urbanisme

### Typologie
Au 1er janvier 2024, Tessel est catégorisée commune rurale à habitat dispersé, selon la nouvelle grille communale de densité à 7 niveaux définie par l'Insee en 2022.
Elle est située hors unité urbaine. Par ailleurs la commune fait partie de l'aire d'attraction de Caen, dont elle est une commune de la couronne,. Cette aire, qui regroupe 296 communes, est catégorisée dans les aires de 200 000 à moins de 700 000 habitants,.

### Occupation des sols
L'occupation des sols de la commune, telle qu'elle ressort de la base de données européenne d'occupation biophysique des sols Corine Land Cover (CLC), est marquée par l'importance des territoires agricoles (100 % en 2018), une proportion identique à celle de 1990 (100 %). La répartition détaillée en 2018 est la suivante : 
terres arables (74,5 %), prairies (25,5 %). L'évolution de l'occupation des sols de la commune et de ses infrastructures peut être observée sur les différentes représentations cartographiques du territoire : la carte de Cassini (XVIIIe siècle), la carte d'état-major (1820-1866) et les cartes ou photos aériennes de l'IGN pour la période actuelle (1950 à aujourd'hui).

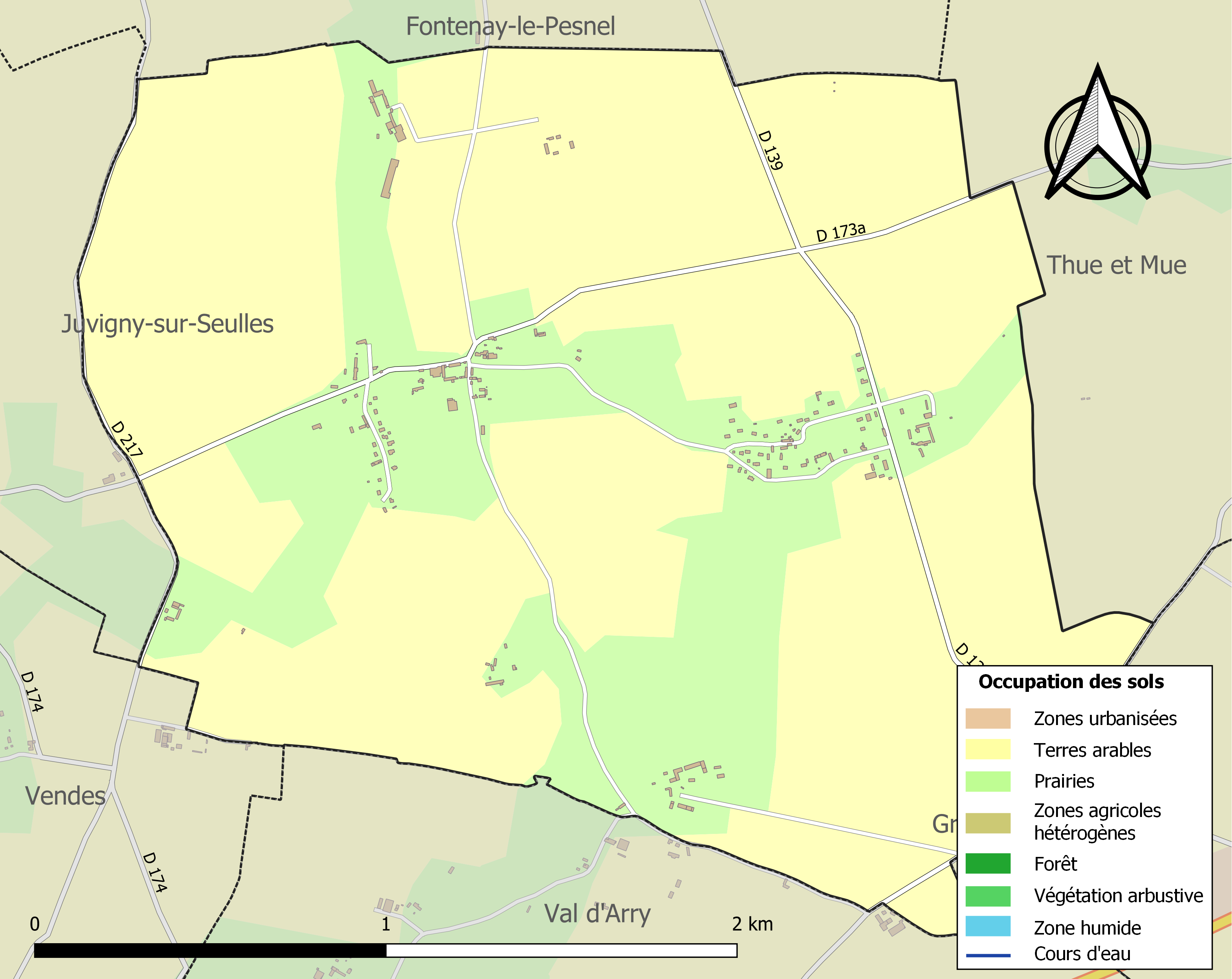
Carte des infrastructures et de l'occupation des sols de la commune en 2018 (CLC).

## Toponymie
Le nom de la localité est attesté sous les formes Sanctus Germanus Taxelli au XIe siècle; Tessellum en 1108; Taissel en 1172; Tecel en 1710.
Étymologie analogue à celui des Taisson. Le nom de Tessel: « le petit tesson ou le petit blaireau », vient d'une famille Taissel (souvent citée dans le cartulaire de l'abbaye d'Aunay au XIe siècle), issu de tesson qui signifie blaireau.
Le gentilé est Tessellois.

## Histoire
En 1834, la commune de Tessel (237 habitants en 1831) fusionne avec la commune de Bretteville-sur-Bordel (81 habitants), au sud de son territoire, avec laquelle elle forme la nouvelle commune de Tessel-Bretteville. En 1938, ce nom composé est officiellement modifié en Tessel,.

## Politique et administration
| Période                                  | Période  | Identité      | Étiquette | Qualité |
| ---------------------------------------- | -------- | ------------- | --------- | ------- |
| (avant 2001)                             | En cours | Alain Paysant | PS        |         |
| Les données manquantes sont à compléter. |          |               |           |         |

Le conseil municipal est composé de onze membres dont le maire et deux adjoints.

## Démographie
L'évolution du nombre d'habitants est connue à travers les recensements de la population effectués dans la commune depuis 1793. Pour les communes de moins de 10 000 habitants, une enquête de recensement portant sur toute la population est réalisée tous les cinq ans, les populations de référence des années intermédiaires étant quant à elles estimées par interpolation ou extrapolation. Pour la commune, le premier recensement exhaustif entrant dans le cadre du nouveau dispositif a été réalisé en 2004.
En 2022, la commune comptait 248 habitants, en évolution de +0,4 % par rapport à 2016 (Calvados : +1,58 %, France hors Mayotte : +2,11 %).
Au premier recensement républicain, en 1793, Tessel comptait 305 habitants, population jamais atteinte depuis, même après la fusion de communes. Bretteville-sur-Bordel comptait alors 95 habitants.
| 1793 | 1800 | 1806 | 1821 | 1831 | 1841 | 1846 | 1851 | 1856 |
| ---- | ---- | ---- | ---- | ---- | ---- | ---- | ---- | ---- |
| 305  | 208  | 223  | 237  | 237  | 297  | 277  | 281  | 295  |

| 1861 | 1866 | 1872 | 1876 | 1881 | 1886 | 1891 | 1896 | 1901 |
| ---- | ---- | ---- | ---- | ---- | ---- | ---- | ---- | ---- |
| 298  | 298  | 279  | 286  | 286  | 253  | 255  | 226  | 225  |

| 1906 | 1911 | 1921 | 1926 | 1931 | 1936 | 1946 | 1954 | 1962 |
| ---- | ---- | ---- | ---- | ---- | ---- | ---- | ---- | ---- |
| 222  | 216  | 180  | 160  | 161  | 128  | 88   | 128  | 170  |

| 1968 | 1975 | 1982 | 1990 | 1999 | 2004 | 2006 | 2009 | 2014 |
| ---- | ---- | ---- | ---- | ---- | ---- | ---- | ---- | ---- |
| 166  | 189  | 178  | 168  | 173  | 227  | 243  | 224  | 250  |

| 2019 | 2022 | - | - | - | - | - | - | - |
| ---- | ---- | - | - | - | - | - | - | - |
| 253  | 248  | - | - | - | - | - | - | - |

## Lieux et monuments

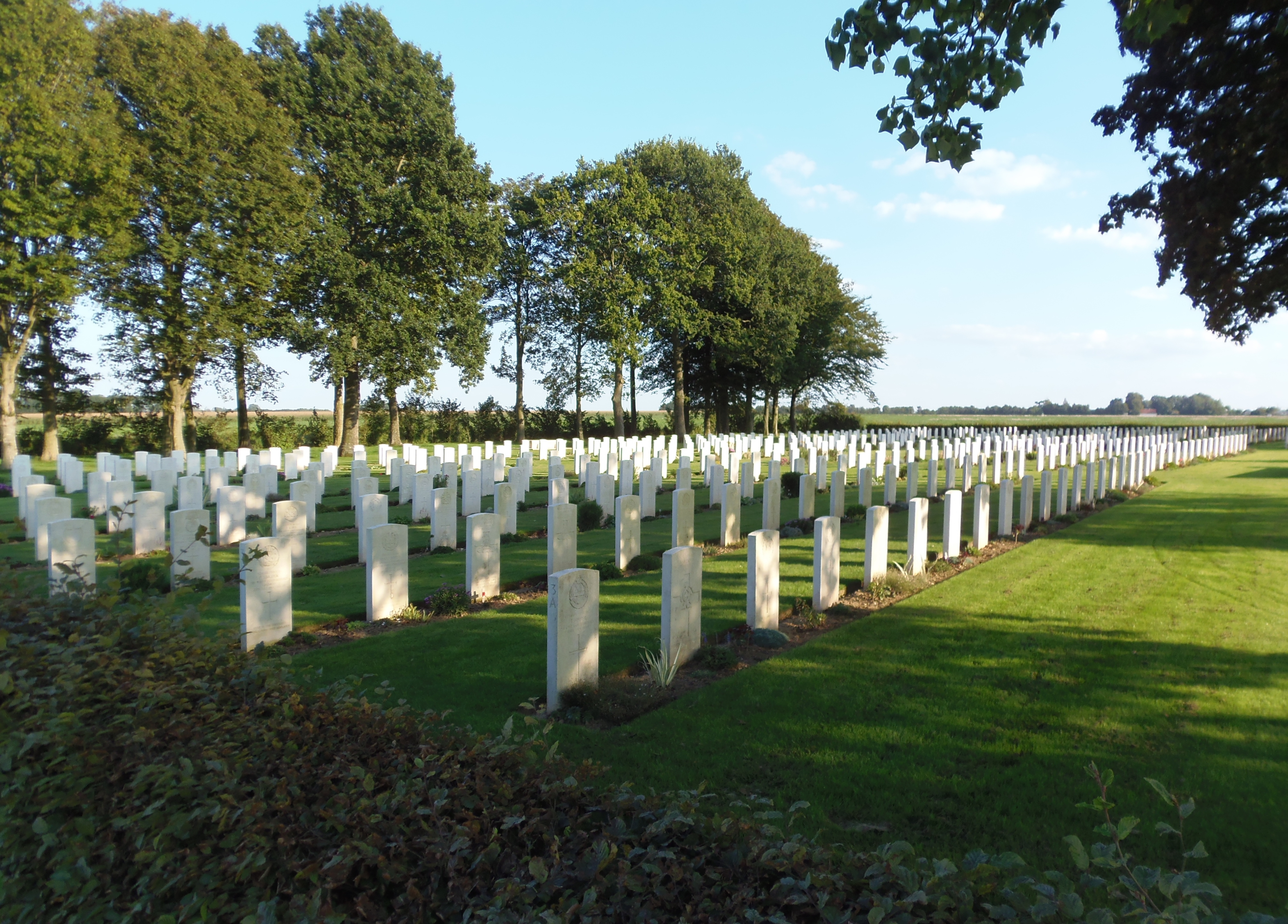
Cimetière militaire du Commonwealth « de Fontenay-le-Pesnel ».

- Église Saint-Germain (XIIe siècle et reconstruction). Son portail sud est classé aux Monuments historiques[28]. Le tombeau du curé Nicole Levilain (fin XIVe) est inscrit à titre d'objet.
- Manoir de Bretteville (ou de Brettevillette) du XVIIe siècle.
- Cimetière militaire du Commonwealth de Fontenay-le-Pesnel. Il se trouve entièrement sur le territoire de Tessel.